# Dime novel

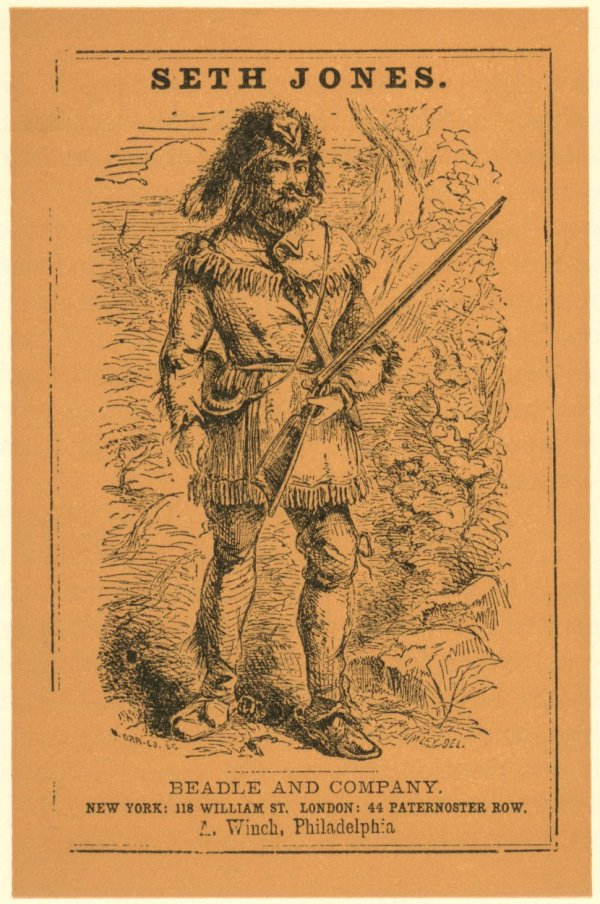
Capa da dime novel "Seth Jones; or, The Captives of the Frontier", de "Edward S. Ellis (1860).

A dime novel é uma forma de ficção popular dos EUA do final do século XIX e início do século XX, publicada em uma série de edições baratas encadernadas em papel. O termo dime novel tem sido usado como um termo genérico para várias formas diferentes, mas relacionadas, referindo-se a artigos de histórias, semanários de cinco e dez centavos, reimpressões de "livros grossos" e, às vezes, antigas revistas pulp. 
 
O termo era usado como um título ainda em 1940, na revista que teve vida curta: "Western Dime Novels". Na era moderna, o termo dime novel tem sido usado para se referir a textos amadores e escritos rapidamente, geralmente como um pejorativo para descrever uma obra literária sensacionalista, mas superficial.

## Histórico

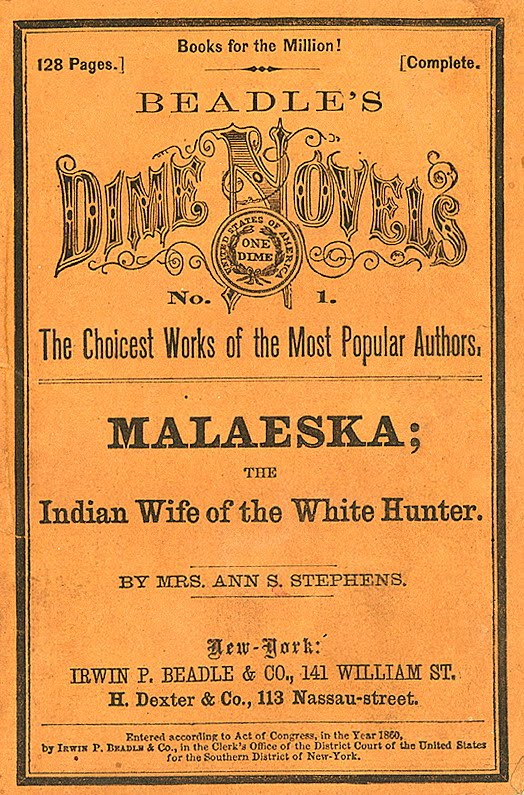
Capa de "Malaeska, the Indian Wife of the White Hunter" (1860).

Em 1860, os editores Erastus e Irwin Beadle lançaram uma nova série de brochuras baratas, as "Beadle's Dime Novels". 

Dime novel tornou-se um termo geral para brochuras semelhantes produzidas por várias editoras no início do século XX. O primeiro livro da série Beadle foi "Malaeska, the Indian Wife of the White Hunter", de Ann S. Stephens, datada de 9 de junho de 1860. 
 
O romance foi essencialmente uma reimpressão da série anterior de Stephens, que apareceu na revista "Ladies' Companion" em fevereiro, março e abril de 1839. Vendeu mais de 65.000 cópias nos primeiros meses após sua publicação como uma dime novel. 
 
As dime novel variavam em tamanho, mesmo na primeira série Beadle, mas tinham geralmente cerca de 6,5 por 4,25 polegadas (16,5 por 10,8 cm), com 100 páginas. Os primeiros 28 foram publicados sem ilustração de capa, em uma embalagem de papel cor de salmão. Uma impressão em xilogravura foi adicionada na edição 29, e as primeiras 28 foram reimpressas com capas ilustradas. Os livros custavam, é claro, dez centavos (moeda chamada nos EUA de "dime").
Essa série teve 321 edições e estabeleceu quase todas as convenções do gênero, desde a história sinistra e bizarra até a titulação dupla melodramática usada ao longo da série, que terminou na década de 1920. A maioria das histórias eram contos de fronteira reimpressos de numerosos seriados nos jornais de história e outras fontes, 

mas muitos eram histórias originais.
À medida que a popularidade das dime novels aumentou, as histórias originais passaram a se tornar a norma. Os livros foram reimpressos muitas vezes, às vezes com capas diferentes, e as histórias foram reimpressas em diferentes séries e por diferentes editoras. 

A taxa de alfabetização aumentou por volta da época da Guerra Civil Americana, e os Romances de Beadle tornaram-se imediatamente populares entre os leitores jovens da classe trabalhadora. No final da guerra, vários concorrentes, como George Munro e Robert DeWitt, estavam lotando o mercado, distinguindo seus produtos apenas pelo título e pela cor das embalagens de papel. A Beadle & Adams tinha suas próprias "marcas" alternativas, como a linha Frank Starr. Como um todo, a qualidade da ficção foi ridicularizada por críticos intelectuais, e o termo dime novel passou a se referir a qualquer forma de ficção barata e sensacionalista, ao invés do formato específico.
No entanto, títulos como: "Pocket-sized sea", "Western", "Railway", "Circus", "Gold-digger" e outras aventuras foram um sucesso instantâneo. O autor Armin Jaemmrich observa que a tese de Alexis de Tocqueville em "De la démocratie en Amérique" (1835) afirma que em sociedades democráticas e socialmente permeáveis, como a dos Estados Unidos, as classes mais baixas não eram "naturalmente indiferentes à ciência, à literatura e às artes: apenas ela deve ser reconhecido que eles os cultivam à sua própria maneira, e trazem para a tarefa suas próprias qualificações e deficiências peculiares". Ele descobriu que nas sociedades aristocráticas a educação e o interesse pela literatura estavam confinados a uma pequena classe alta, e que a classe literária chegaria a uma "espécie de jargão aristocrático, ... dificilmente menos distante da linguagem pura do que o dialeto grosseiro dos gente".
 
Segundo Tocqueville, devido à heterogeneidade de sua população, a situação nos Estados Unidos era diferente, e as pessoas pediam material para leitura. Visto que, em sua opinião, praticamente todos os americanos estavam ocupados ganhando a vida sem tempo para obter uma educação superior, muito menos para distrações demoradas, eles preferiam livros que "podem ser facilmente adquiridos, lidos rapidamente e que não requerem pesquisas eruditas para serem compreendidos ... requerem emoções rápidas, passagens surpreendentes ... Pequenas produções serão mais comuns do que livros volumosos ... O objetivo dos autores será surpreender mais do que agradar, e despertar mais as paixões do que encantar o gosto". Escrito vinte e cinco anos antes do surgimento das dime novels, suas palavras parecem uma antecipação exata de suas características principais. 